# Каталонски магарац
Каталонски магарац (лат. Equus asinus var. catalana; кат. ruc català; шп. Burro catalán) je варијетет обичног магарца (лат. Equus asinus) пореклом из каталонске провинције Ђироне. Данас је овај варијетет магарца угрожен и број је сведен на само 400 примерака од којих се највећи број налази у Каталонији. Остатак Шпаније и југ Француске су места где се настале остали примерци каталонског магарца.
Каталонски магарац је робустан, црне длаке и велике главе, и карактерише га велика отпорност. За његов нестанак из руралних делова Каталоније заслужно је увођење модерне механизације што га чини непотребним за пољопривреду или транспорт, како се раније користио.

## Карактеристике каталонског магарца
- Висина: Може да достигне висину од 165 центиметара. Ова раса је највиша и најкорпулентнија од свих расе магарца.
- Маса: Одрасли примерак може достићи масу од пола тоне.
- Крзно: Током лета каталонски магарац има кратку и црну длаку по целом телу осим око уста, очију и трбуха, где је длака бела. Зими мења длаку која постаје дуга и смеђе боје, и покрива му цело тело и служи као заштита од хладноће.
- Уши: Карактеристичне су дуге и усправне уши.

## Каталонски магарац као симбол
Каталонски магарац је постао незванични симбол Каталоније 2004. године, када су два млада Каталонца из места Бањолес (кат. Banyoles) дошли на идеју да направе налепницу за кола са цртежом ове животиње, а у циљу да укажу на опасност која прети овој животињској врсти од изумирања. Цртеж је постао толико популаран да се у следећих неколико месеци појавио на различитим врстама налепница, мајицама и другим предметима.
Касније се претворио у незванични национални симбол Каталоније, и неке ултра-националистичке струје га користе као опозицију другом незваничном симболу Шпаније, бику Осборне.